# Lavoro riproduttivo

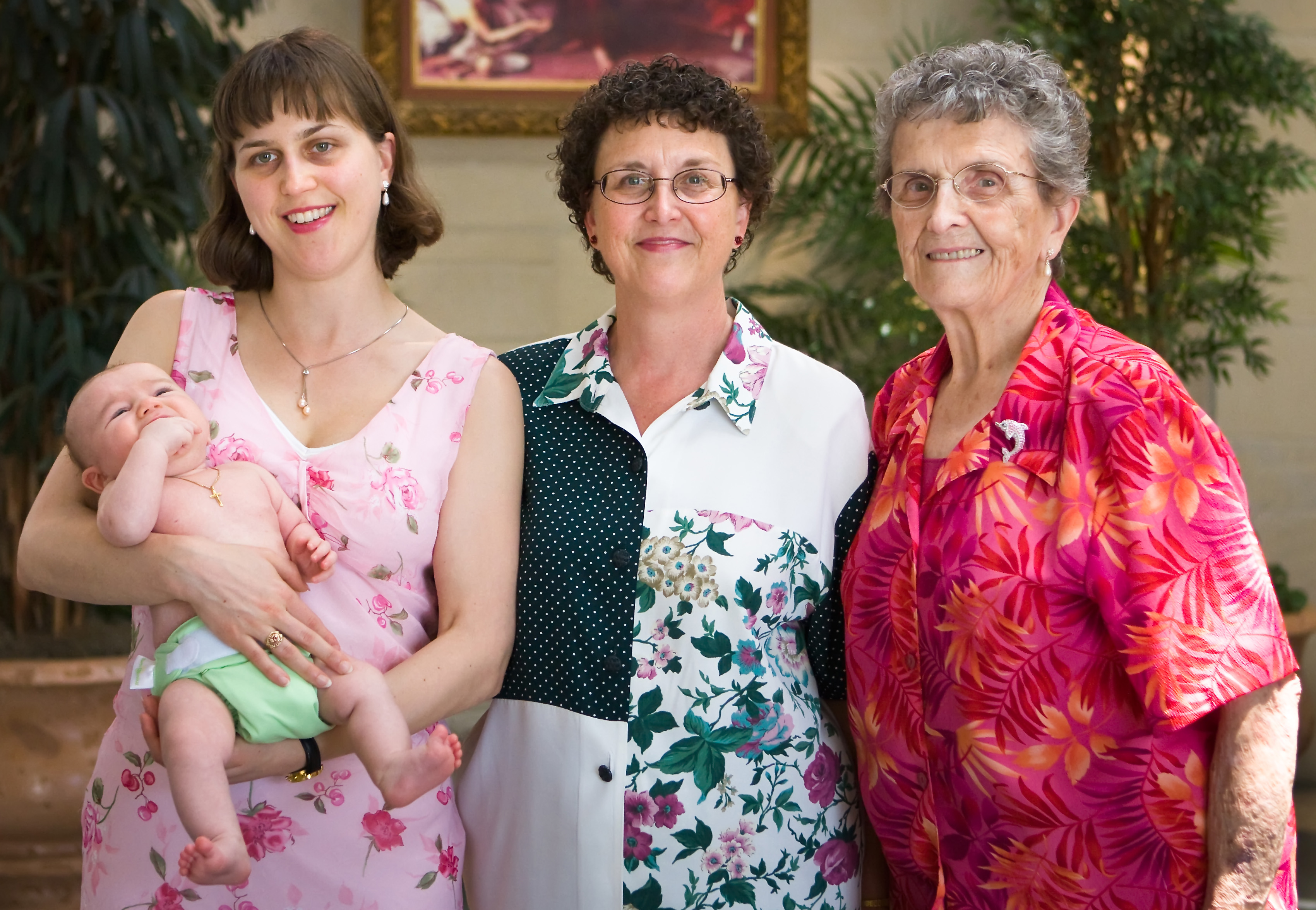
Quattro generazioni: un bambino nelle braccia di sua madre, con la nonna e la bisnonna in linea materna. La riproduzione umana e la riproduzione sociale sono garantite dalla donna. Tuttavia, il lavoro riproduttivo — che include la riproduzione e le cure necessarie per la sopravvivenza — non è né riconosciuto né retribuito. Questo tipo di lavoro, tradizionalmente svolto dalle donne, è stato espropriato e relegato a una posizione sociale inferiore, trasformando la donna in una mera fornitrice di manodopera. Negli ultimi decenni, la rivoluzione riproduttiva — caratterizzata dalla diminuzione dello sforzo riproduttivo in relazione al numero di figli — sta cambiando il ruolo tradizionale della donna.

Con lavoro riproduttivo o lavoro della riproduzione, in sociologia, demografia ed economia, si fa riferimento a un insieme di pratiche necessarie alla riproduzione della società umana. Questo concetto comprende una vasta gamma di significati che vanno dal lavoro domestico, necessario per la cura degli spazi abitativi, alla riproduzione della specie attraverso processi come la gravidanza, il parto e l'allattamento, fino all'accudimento e all'educazione dei figli. Include anche le relazioni di cura, che comprendono tutte le interazioni di supporto verso altri esseri umani, sia in forma materiale che psicologica (emotività, affetto e sessualità).
Il concetto di lavoro riproduttivo ha origine negli studi femministi e nella teoria economica marxista, ed è strettamente legato alla disuguaglianza di genere, evidenziando una divisione sessuale implicita nelle società moderne. Questa divisione struttura il lavoro in modo diseguale secondo relazioni di predominio e potere: da un lato il lavoro produttivo, tipicamente maschile; dall'altro il lavoro riproduttivo, tipicamente femminile.
Il lavoro produttivo è orientato alla creazione di beni e servizi, solitamente svolto al di fuori dell'abitazione e retribuito. Al contrario, il lavoro riproduttivo si svolge principalmente all'interno dell'abitazione; non è retribuito né riconosciuto ed è storicamente associato alle donne e alle soggettività non dominanti nella società.